# Приобское
Приобское — село в Быстроистокском районе Алтайского края России. Административный центр и единственный населённый пункт Приобского сельсовета.

## География
Село находится в юго-восточной части Алтайского края, к югу от реки Обь, на расстоянии примерно 3 километров (по прямой) к юго-востоку от села Быстрый Исток, административного центра района.
Климат умеренный, континентальный. Средняя температура января составляет −18 °C, июля — +18,6 °C. Годовое количество осадков составляет 470 мм.

## Население
| 1997  | 1998  | 1999  | 2000  | 2001  | 2002  | 2003  |
| ----- | ----- | ----- | ----- | ----- | ----- | ----- |
| 1345  | ↘1233 | ↗1240 | ↘1206 | ↘1152 | ↘1051 | ↗1058 |
| 2004  | 2005  | 2006  | 2007  | 2008  | 2009  | 2010  |
| ↘1037 | ↘1029 | ↘1016 | ↘1003 | ↗1006 | ↘1001 | ↘854  |
| 2011  | 2012  | 2013  | 2014  | 2015  | 2016  | 2017  |
| ↘853  | ↘821  | ↘811  | ↘790  | ↗791  | ↘782  | ↗789  |
| 2018  | 2019  | 2020  | 2021  |       |       |       |
| ↘775  | ↘749  | ↘742  | ↘732  |       |       |       |

Согласно результатам переписи 2002 года, в национальной структуре населения русские составляли 90 %.

## Инфраструктура
В селе функционируют средняя общеобразовательная школа, детский сад, фельдшерско-акушерский пункт и отделение Почты России.

## Улицы
Уличная сеть села состоит из 10 улиц.